# Nayrab
Koordinaten: 36° 11′ N, 37° 14′ O
Nayrab (auch al-Nayrab, arabisch النيرب, DMG an-Nairab, Neirab; von akkadisch nērebu) ist ein Stadtviertel Aleppos in Syrien, das etwa acht Straßenkilometer vom Stadtkern entfernt direkt neben dem Flughafen Aleppo liegt.

## Geschichte

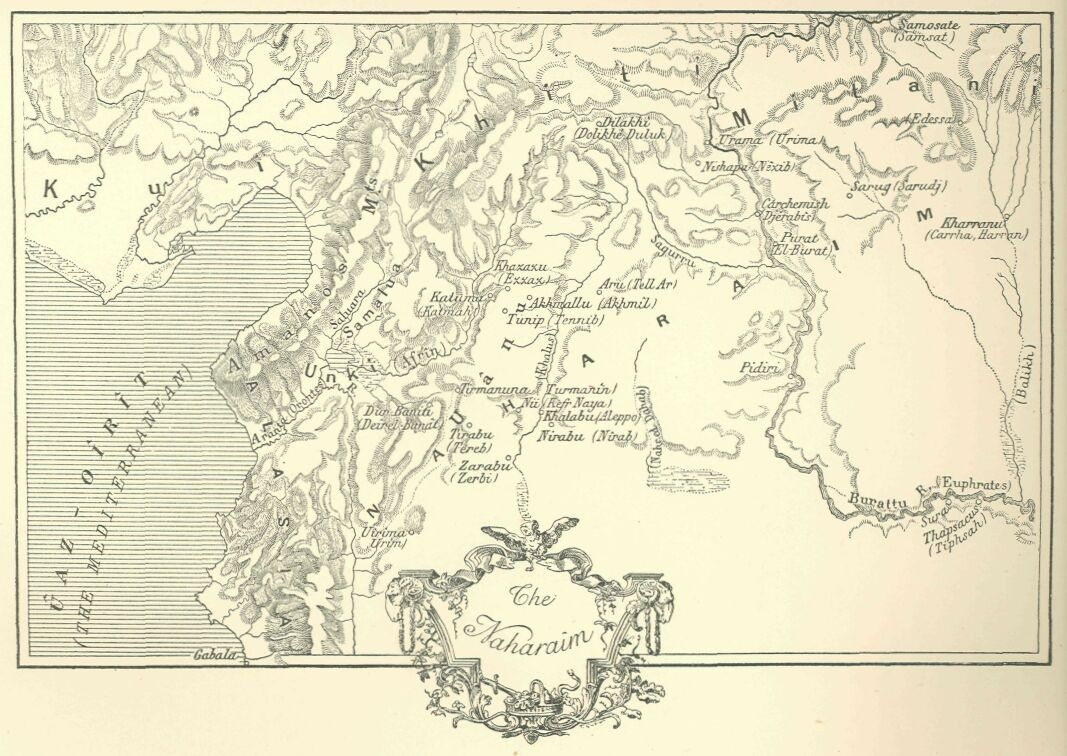
Nayrab mit dem Namen Nirabu im biblischen Land Naharaim

Die älteste Lokalisierung Nayrabs hängt zusammen mit dem Land Aram-Naharaim (auch Aram Nahrin), das im Alten Testament und in drei akkadisch verfassten Amarna-Briefen Naharaim bzw. Nahrima genannt wird. Naharaim bzw. Nahrin bedeutet zwischen den Flüssen und wird von einigen auf das heutige Mesopotamien bezogen. Der Ägyptologe Gaston Maspero (1846–1916) vermutete hingegen das Land in einer Region zwischen dem im Libanon entspringenden und in der heutigen Türkei ins Mittelmeer mündenden Orontes und dem Balikh, einem Nebenfluss des Euphrat. Danach gehörte zu diesem Land neben Khalabu (Aleppo) auch Nirabu (Nirab), dessen Lage der des heutigen Nayrab entspricht.
Das älteste, bei Grabungen in Nayrab entdeckte archäologische Fundstück ist eine Sphinx des Pharaos Amenemhet III. (Regierungszeit etwa 1842–1797 v. Chr.). Diese Sphinx gilt als möglicher Beweis für politische und wirtschaftliche Beziehungen zwischen Ägypten und Nordsyrien während des Mittleren Reiches.
In den sogenannten Mari-Texten, auf akkadischen Tontafeln aus dem Archiv des Königs Zimri-Lim, der von 1773 bis 1759 v. Chr. (mittl. Chronologie) oder 1709 bis 1695 v. Chr. (kurze Chronologie) oder 1677 bis 1663 v. Chr. (ultrakurze Chronologie) den Stadtstaat Mari regierte, wird Nayrab neben Ur, Haran, Tema (Arabien) und Schawan (Yemen) als bedeutender Ort einer Kultstätte für den Mondgott Sin genannt. An Nayrab vorbei führte eine Karawanenstraße.
In Ortslisten des Pharaos Thutmosis III. (um 1486 v. Chr. – 1425 v. Chr.) und auf einer Säule des Tempels von Soleb (Nubien, 14. Jahrhundert v. Chr.) wird der Ort nrb, gelesen als Nirib, aufgeführt. Er entspricht in der Lage dem heutigen Nayrab.
Auch in einer Liste von Städten des aramäischen Fürstentums Bit Adini, das in der ersten Hälfte des 9. Jahrhunderts v. Chr. die Vorherrschaft über Aram Naharaim innehatte, wird Nayrab als Nirabu aufgeführt.

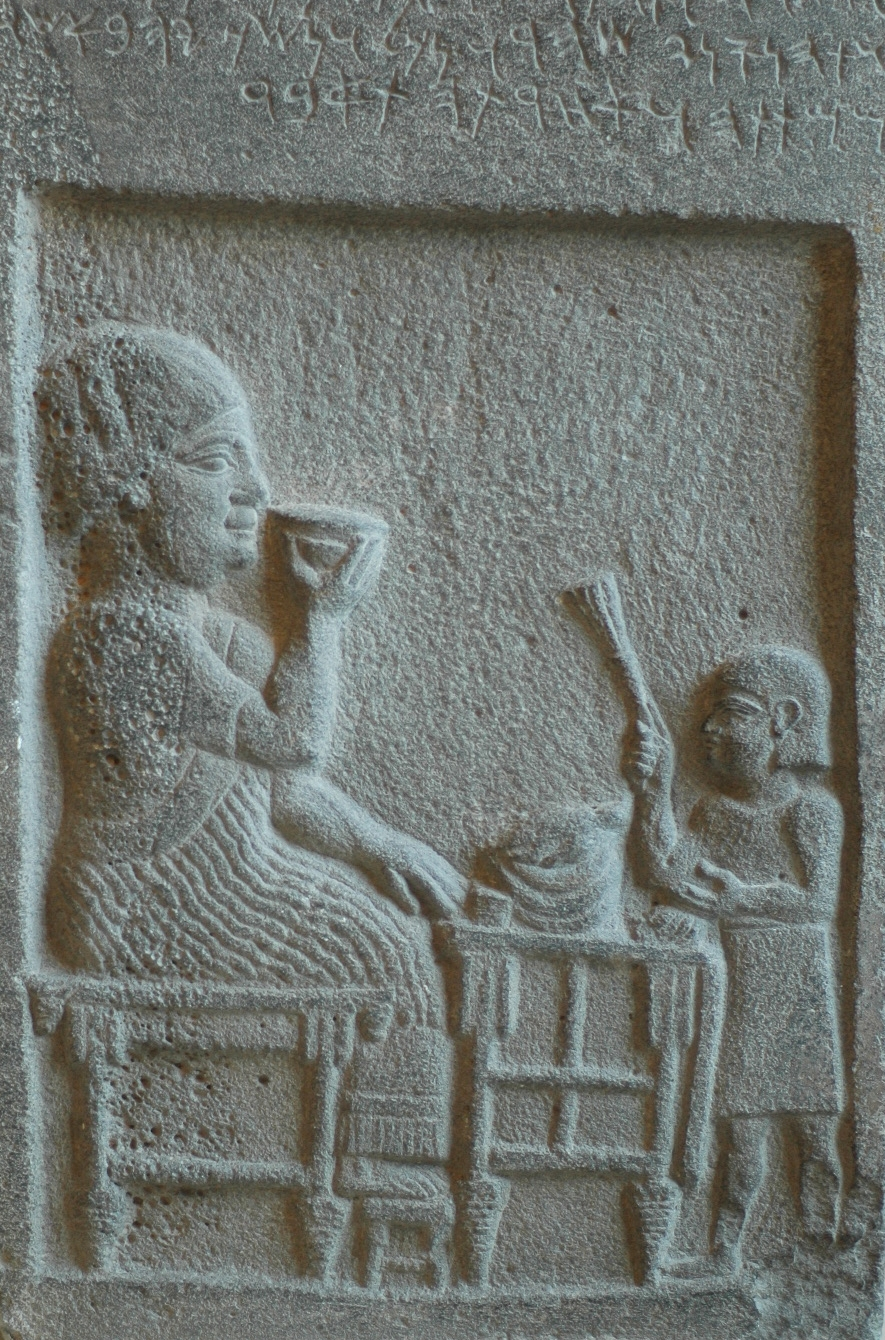
Stele des Si’gabbar aus Nayrab

In Nayrab wurden in einem Hügel zwei Stelen mit Reliefs verstorbener Priester aus dem 7. Jahrhundert v. Chr. gefunden. Die Inschriften darauf erlangten Bedeutung für die Erkenntnisse über die aramäischen Sprachen. Zu dieser Zeit hieß Nayrab Nērebu, lag in der Provinz Arpadda des aramäischen Staates Bīt-Agūsi (Jaban) und war eine Stadt des aramäischen Mondgottes Šahr.
Siebenundzwanzig keilschriftliche Tafeln, die in Nayrab gefunden wurden, berichten von den Geschäften der Abkömmlinge eines Mannes namens Nusku-gabbē über etwa vierzig Jahre von der Regierungszeit Neriglissars (560 v. Chr.) bis zu der Darius I. (522–520 v. Chr.). Diese Leute gehörten einer Familie an, die wahrscheinlich zunächst von Neirab nach Babylonien nahe Nippur umgesiedelt worden war und von dort nach Jahrzehnten nach Neirab zurückkehren konnte, wobei sie die Tafeln mitbrachte.
Zu Beginn des 20. Jahrhunderts gründete das französische Militär einen Militärflugplatz nördlich von Nayrab, da die Umgebung von Nayrab aufgrund ihrer Bodenbeschaffenheit geeignet erschien. Nach dem Ende der Besatzungszeit wurde der Flughafen erweitert. Er heißt offiziell Flughafen Aleppo und besitzt einen zivilen und einen militärisch genutzten Bereich.
Nach dem Palästinakrieg 1948 flüchteten Tausende Palästinenser aus dem Norden Palästinas über die syrische Grenze und wurden anschließend in den Militärkasernen in der Nähe des Flughafens untergebracht, die in der Folgezeit als Flüchtlingslager (Muchayyam an-Nayrab) dienten. Das Lager ist eines der größten Flüchtlingslager in Syrien. Im Dezember 2008 wurden in diesem Lager auf einer Fläche von etwa 600 mal 250 Metern 18.955 Menschen registriert. Das Hilfswerk der Vereinten Nationen für Palästina-Flüchtlinge im Nahen Osten (UNRWA) und die syrische Regierung koordinieren ein Hilfsprogramm, das in zwei Phasen vor allem Hauptprobleme wie schlechte Wohnverhältnisse, Armut, Arbeitslosigkeit, große Verbreitung der Leishmaniose, Drogensucht und geringe Möglichkeiten einer eigenen Entwicklung bekämpfen soll.  In der ersten Phase dieses Programms konnten im Jahr 2009 etwa 1500 Personen (300 Familien) in neue Wohneinheiten des nahen, inoffiziellen Lagers Ein el-Tal ziehen.
Das Dorf Nayrab wurde nach der städtischen Erweiterung Aleppos nach Aleppo eingemeindet.

## Landwirtschaft
In Nayrab werden verschiedene Gemüsesorten angebaut, darunter Gurken. Ein beliebtes Anbauprodukt sind die Aljori-Rosen (arabisch: ورد جوري, ward dschuri), Sorten der Damaszener-Rose, die in großem Stil exportiert und zur Herstellung von Parfüms, Medikamenten, Nahrungsmitteln und Sirup verwendet werden. Außerdem werden in Nayrab Oliven und Pistazien kultiviert.